# Chicahuaxtla, Puebla
Chicahuaxtla är en ort i Mexiko.   Den ligger i kommunen Tlaola och delstaten Puebla, i den sydöstra delen av landet, 150 km nordost om huvudstaden Mexico City. Chicahuaxtla ligger 1 207 meter över havet och antalet invånare är 2 640.
Terrängen runt Chicahuaxtla är huvudsakligen kuperad, men söderut är den bergig. Runt Chicahuaxtla är det ganska tätbefolkat, med 160 invånare per kvadratkilometer. Närmaste större samhälle är Huauchinango, 11,9 km väster om Chicahuaxtla. Omgivningarna runt Chicahuaxtla är en mosaik av jordbruksmark och naturlig växtlighet.